# Архаїчна Греція
38°30′ пн. ш. 23°00′ сх. д. / 38.5° пн. ш. 23° сх. д.
Архаїчна Греція — доба в історії Греції, яка охоплює період VIII—VI століть до н. е.
Термін «архаїчна Греція» був прийнятий серед істориків у XVIII столітті і виник фактично у ході вивчення грецького мистецтва. Початково терміном архаїчний період називали етап розвитку грецького мистецтва, переважно декоративного і пластичного, проміжного між періодом геометричного мистецтва та мистецтвом класичної Греції. Пізніше термін «архаїчний період» перенесли не тільки на історію мистецтва, але й на суспільне життя Греції, оскільки в цей період, що настав після «темних століть», спостерігався значний розвиток політичної теорії, підйом демократії, філософії, театру, поезії, відродження писемної мови (поява грецького алфавіту замість забутого в період «темних століть» лінійного письма Б).

## Періодизація
- Рання архаїка — початок 7 століття до н. е. — 570-ті до н. е.
- Зріла архаїка — 570-ті роки до н. е. — 525 до н. е.
- Пізня архаїка — 525 роки до н. е. — 490 до н. е.

## Суспільство

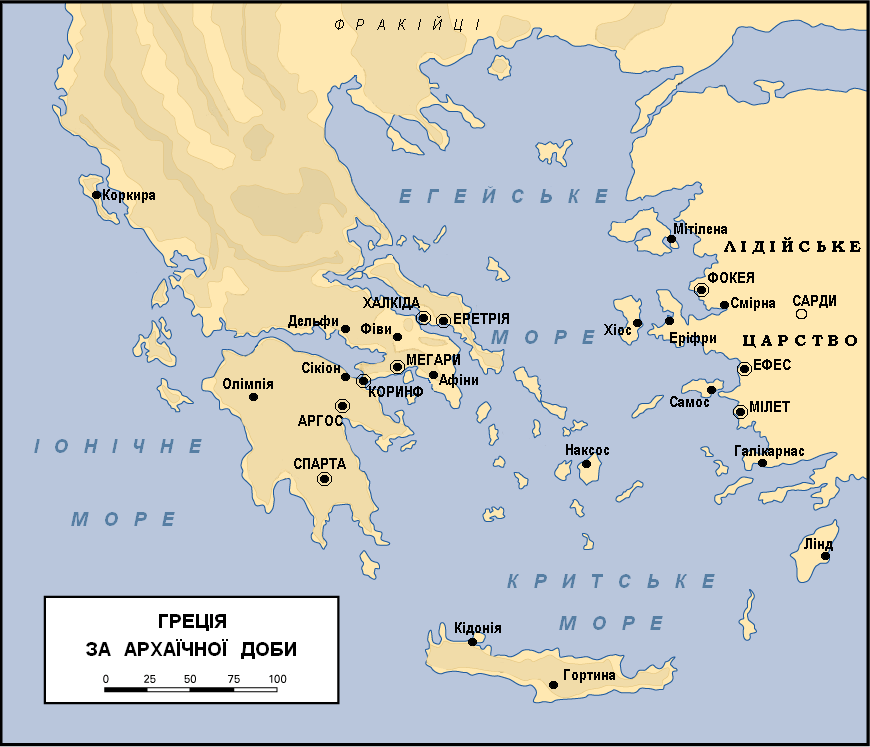

Мікенська Греція була розділена на царства, населення кожного з яких мешкало у містах та великих передмістях, що належали знаті. Царствами правили царі, що претендували на божественне походження, правили зі столиць — «полісів», в яких знаходилися палаци або цитаделі-акрополі («високі міста»), які для цілей ефективної оборони зводилися на найбільш високих у цій місцевості пагорбах. Протягом «темних століть» палаци, царі і садиби припинили своє існування, населення полісів зменшилося, міста були покинуті або перетворилися на дрібні поселення серед руїн, а на зміну царської бюрократії прийшли примітивніші форми влади у вигляді племінної структури.
Різке зростання населення на початку архаїчного періоду стало причиною повернення до міського способу життя, заснування нових міст і розширення старих центрів. Маргаліт Фінкельберг присвятила своє дослідження звичаїв успадкування легендарних та історичних царів у докласичній Греції, де успадкування від батька до сина не було нормою, а існував інший звичай: новий цар, звичайно вигнаний з будь-якого іншого царського роду, завойовував своє право стати «зятем» колишнього царя, що легітимізувалось шлюбом з його «дочкою» (термін, очевидно, також умовний).
Така традиція неодноразово повторюється у грецькій міфології і пов'язана з такими відомими іменами, як Пелопс, Беллерофонт, Мелампой, Пелей, Теламон, Тевкр, Андраймон, Діомед, Менелай та низкою інших. У Греції аж до елліністичного періоду відсутній перелік царів, настільки характерний для Близького Сходу і Анатолії. Якщо владу царя успадкував його «зять», то, як зазначає Фінкельберг (1991:305), це означало, що владу цариці успадковувала її дочка, попри те що в іншому культура залишалася патріархальною: «Це означає, що в Спарті, очевидно, і в інших місцях, де засвідчене царствування за правом шлюбу швидше, ніж за правом спадковості, ми спостерігаємо лінію цариць від матері до дочки».
До кінця архаїчного періоду, царі були зміщені тираном, з'явився новий вид уряду міст-держав, також званий полісом. Царства остаточно зникли, навіть попри те, що продовжували існувати царські династії, пам'ять про які зберігало суспільство. Натомість виникла нова організація: багато великих населених пунктів стали автономними, на чолі з урядом республіканського типу. Цей процес позначає давньогрецький термін сінойкізм, що означає поглинання сіл і включення племінних структур до складу полісів. Типовою публічною будівлею при цьому стає акрополь.

## Філософія
Саме за часів грецької архаїки виникає така наука, як філософія. Спочатку вона називалася грецьким словом aletheia, що перекладається як виявлення, винесення назовні та оголення.
Згодом виникає слово філософія, яке можна поділити на два слова: філія та софія. Софія з грецької — це мудрість, а філія може означати як дружню любов так і любов до друга, якого ти довго не бачив. За другим визначенням можна сказати, що філософ — це не той, хто мудрий, а той, хто сумує за мудрістю. Також філософія — це ніби угода, угода між мудрецями ділитися своєю мудрістю та угода з мудрістю притримуватися чеснот і поважати її.
Ця наука виникає за часів архаїки тому, що саме тоді народилася та жила людина, яка вперше поставила питання про першопричину всіх речей і вирішив це записати. Цією людиною був Талес Мілетський, який вважав, що першопричиною всіх речей є вода, що із води все виникає і з часом у воду все повертається. Філософи, як в античності, так і в наш час дуже люблять спростовувати одне одного. Так і один з учнів Талеса — Анаксімандр не погоджувався з своїм вчителем і висловив свою думку, що першопричиною всього є апейрон. Апейрон — це нескінченність, яка в собі утримує всі матеріальні та духовні речі. Згодом Талеса спростовували ще кілька разів, називаючи першопричиною то повітря, то вогонь.
Архаїчна філософія Талеса Мілетського та його послідовників важлива в першу чергу саме тим, що вона запустила цей нескінченний ланцюжок думок, розмислів та усвідомлень, які тягнуться і до нашого часу.

## Зародження полісів
З 750 р. до н. е. до 500, греки почали утворювати поліси(міста-держави). До 5-го століття, в Середземномор'ї їх існувало більше 1000. Незважаючи на спільну мову та поклоніння одним богам, міста-держави існували окремо одне від одного, утворюючи різні системи правління та керуючись різними законами, а громадянин зобов'язувався в вірності тільки своєму полісу. Люди, що жили в полісах не усвідомлювали себе як цілісну націю греків, однак якщо обставини цього потребували вони могли об'єднатися проти спільного зовнішнього ворога, наприклад, персів. В інші ж дні, вони воювали між собою. Прикладом цього є 27-річна Пелопоннеська війна(431—404 р. до н. е.), що відбувалася між Спартою та Афінами.

## Загальноеллінські ігри
Встановлення загальноеллінських ігор таких як (Олімпійські ігри, 776 р. до н. е.) в Олімпії, в Дельфах (Піфійські ігри, 590 р. до н. е.), в Істмії (Істмійські ігри, 582 р. до н. е.) і в Немеї (Немейські ігри, 573 р. до н. е.). були найуславленішими подіями, а також відіграли ключову роль у зміцненні відносин між містами-державами.
Олімпійські, Дельфійські та інші ігри стали політичною зброєю, яку використовували поліси в різних цілях, щоб затвердити вищість над своїми ворогами. Також під час них політики могли оголошувати різні союзи. Оскільки на змагання часто приїжджали громадяни інших міст та регіонів Середземномор'я, в них вкладалися великі гроші, щоб довести іншим свою заможність та поширити свою культуру.

### Піфійські ігри
Піфійські ігри проводилися в місті Дельфи кожні 4 роки, два роки після кожних Олімпійських. За важливістю вони поступалися лише іграм в Олімпії і спочатку орієнтувалися на мистецькі змагання. В той час керування процесом було доручене Дельфійській раді 12-ти людей з назвою амфіктіонія, практично кожен представник якої репрезентував одне з грецьких племен.
За легендою бог Аполлон проголосив початок ігор, вбивши величезного змія Піфона, що охороняв святилище Гаї(праматері всіх грецьких богів). Оскільки образ змія часто репрезентує енергію створення, а Аполлон є богом мистецтва, музики та поезії, то не є дивним, що перші два змагання проголошених ігор були саме між цими двома дисциплінами. Одним з перших було змагання між співаками з улюбленим інструментом Аполлона — кіфарою. Згодом додалися співи з флейтою, флейтове соло, театральні вистави та малювання. А ще через якийсь час і спортивні змагання, які нагадували подібні в Олімпійських іграх.
Переможців коронували вінком з лаврових листків, які привозилися з Долини Темпе, що на півночі Фесалії. Вважалося, що ця долина була улюбленим місцем Аполлона, саме туди він прийшов, щоб очиститися після вбивства Піфона. В долині він побачив німфу Дафну, в яку одразу закохався. Дівчина, тікаючи від Аполлона, просила про допомогу в богів та у свого батька. Її молитви були почуті і вона була перетворена на лаврове дерево. Тож згідно з легендою, Аполлон, вшановуючи її, зробив лаврове листя символом перемоги в усіх змаганнях, навіть до наших днів.
Піфійські або Дельфійські ігри, як і всі інші припинили своє існування в 394 році через імператора Феодосія Великого, який затвердив статус Римської Імперії як християнської держави і звинуватив ігри в язичництві.

### Істмістські ігри
Істмістські ігри були одними з тих, у яких могли брати участь всі греки, незалежно від міста. Вони проводилися кожні 2 роки, а точніше рік до і після Олімпійських в місті Істмія поблизу Коринфа. Вперше ці ігри пройшли в 586 р. до н. е. На них проводилися як музичні, так і спортивні змагання, але найголовнішими були кінні перемоги, оскільки покровитель Коринфу — Посейдон, був ще й покровителем кінного спорту, а кінь був його улюбленою твариною. Ці ігри були дуже популярні серед афінян, оскільки Істмія була набагато ближче ніж Олімпія і туди було швидше добиратися. Також афіняни вважалися вищим сортом глядачів і їм надавалися перші ряди для споглядання всього дійства.

## Війни
- Аркадійські війни
- Перша мессенська війна (близько 750—730 років до н. е.)
- Мелійська війна  (730 рік до н. е.)
- Лелантська війна (720—660 роки до н. е.)
- Аргосько-спартанська війна (669 рік до н. е.)
- Друга мессенська війна (640—620 роки до н. е.)
- Саламінські (афінсько-мегарські) війни (630—565 роки до н. е.)
- Перинфська війна (602 рік до н. е.)
- Перша священна війна (595—585 роки до н. е.)
- Спартанське вторгнення на Самос (529 до н. е.)
- Тирейська війна (середина VI століття до н. е.)

## Мистецтво
В архаїчну добу склалися найбільш ранні форми давньогрецького мистецтва — скульптури і вазопис, які в пізніший класичний період стають реалістичнішими.

### Кераміка
У вазопису середини та третьої чверті 6 століття до н. е. досяг розквіту чорнофігурний стиль, що виник у Коринфі, і близько 530 до н. е. — червонофігурний стиль, який створив вазописець Андокід. Зародився орієнталізуючий стиль, в якому помітний вплив мистецтва Фінікії та Сирії і який поступово витіснив геометричний стиль.
У кераміці поступово з'являються елементи, нехарактерні для архаїчного стилю і запозичені у Стародавнього Єгипту — такі, як поза «ліва нога вперед», «архаїчна посмішка», шаблонно стилізоване зображення волосся — так зване, «волосся-шолом».

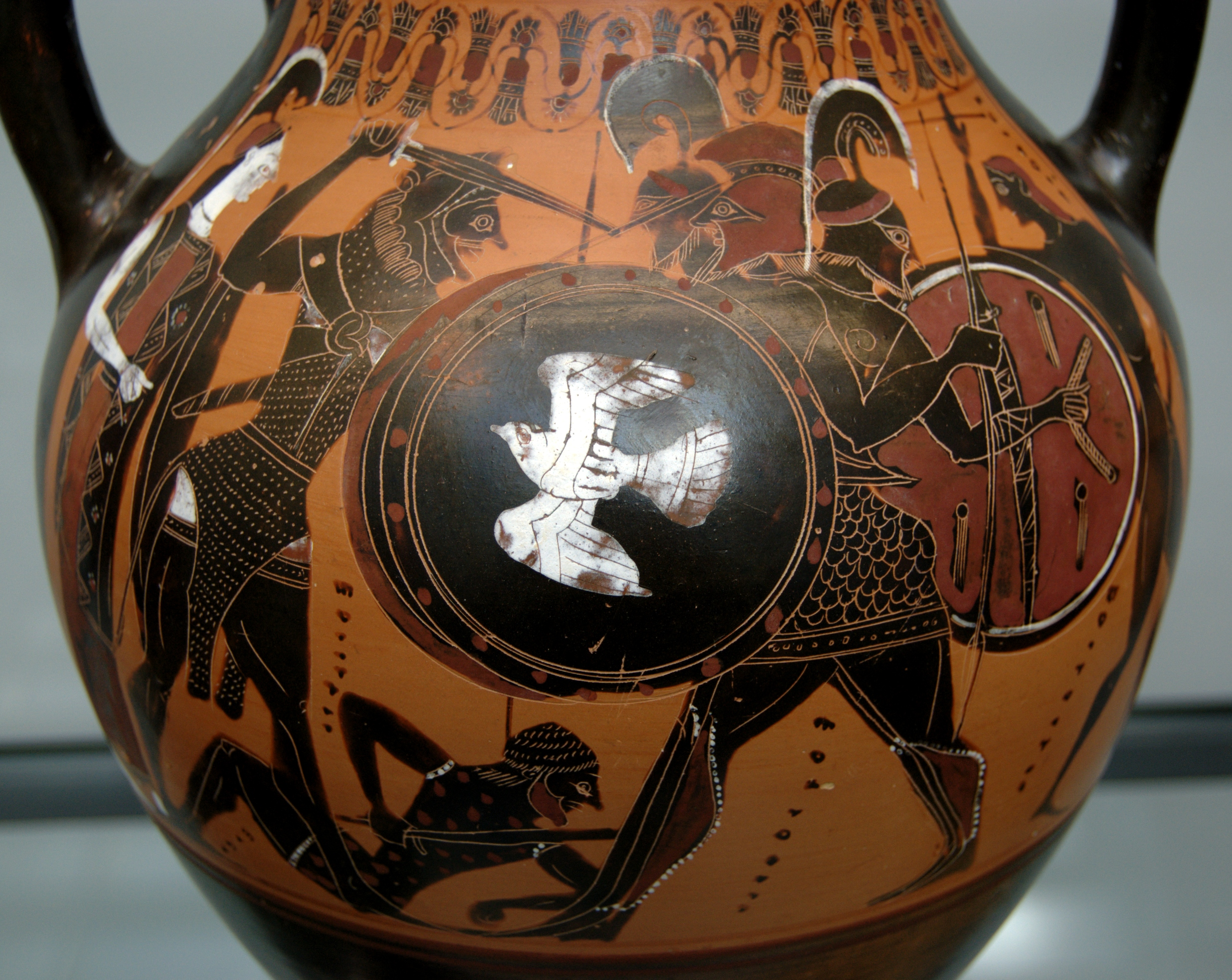
Чорнофігурна амфора, Геракл та Геріон
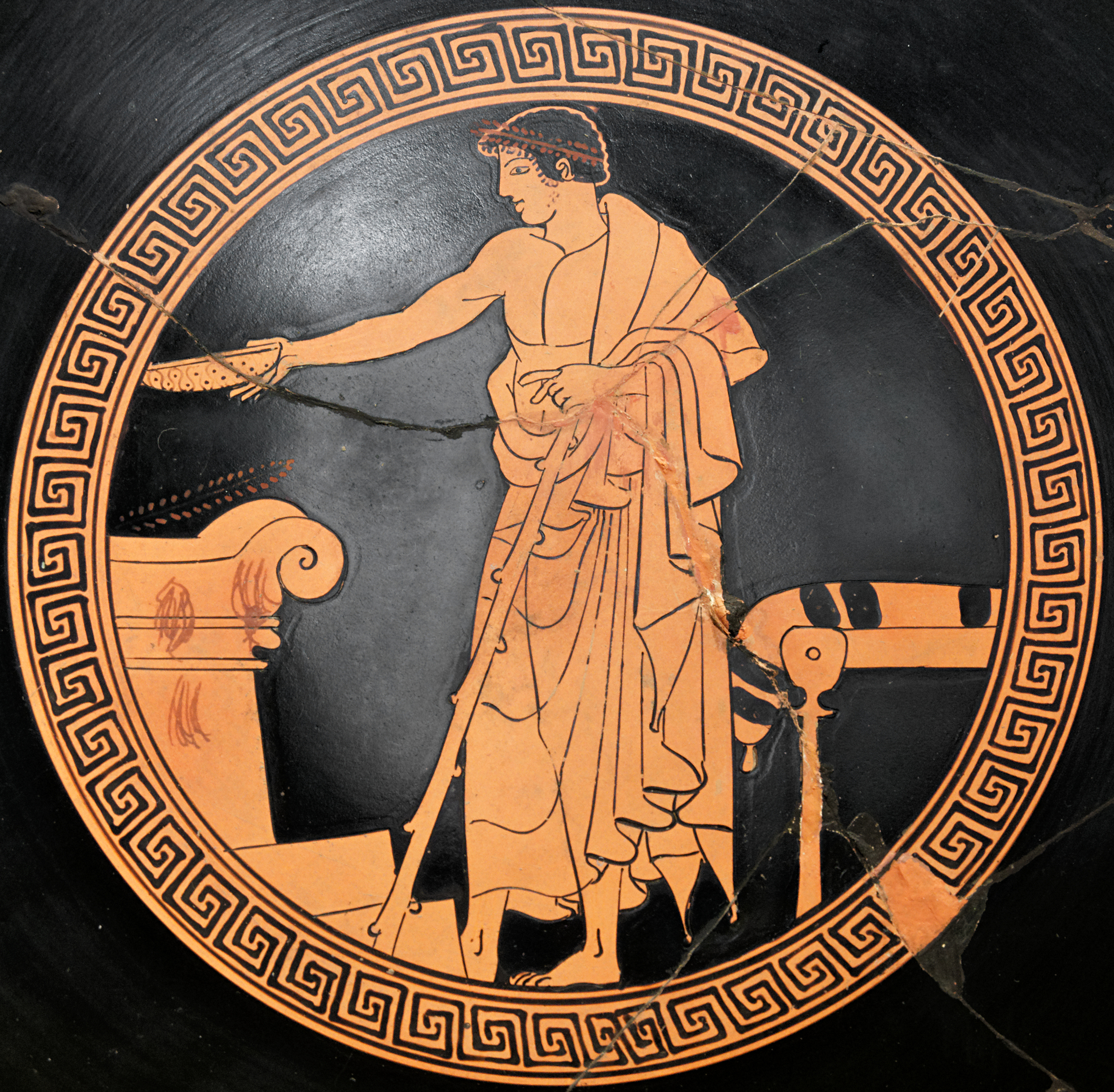
Червонофігурна фіала із зображенням юнака
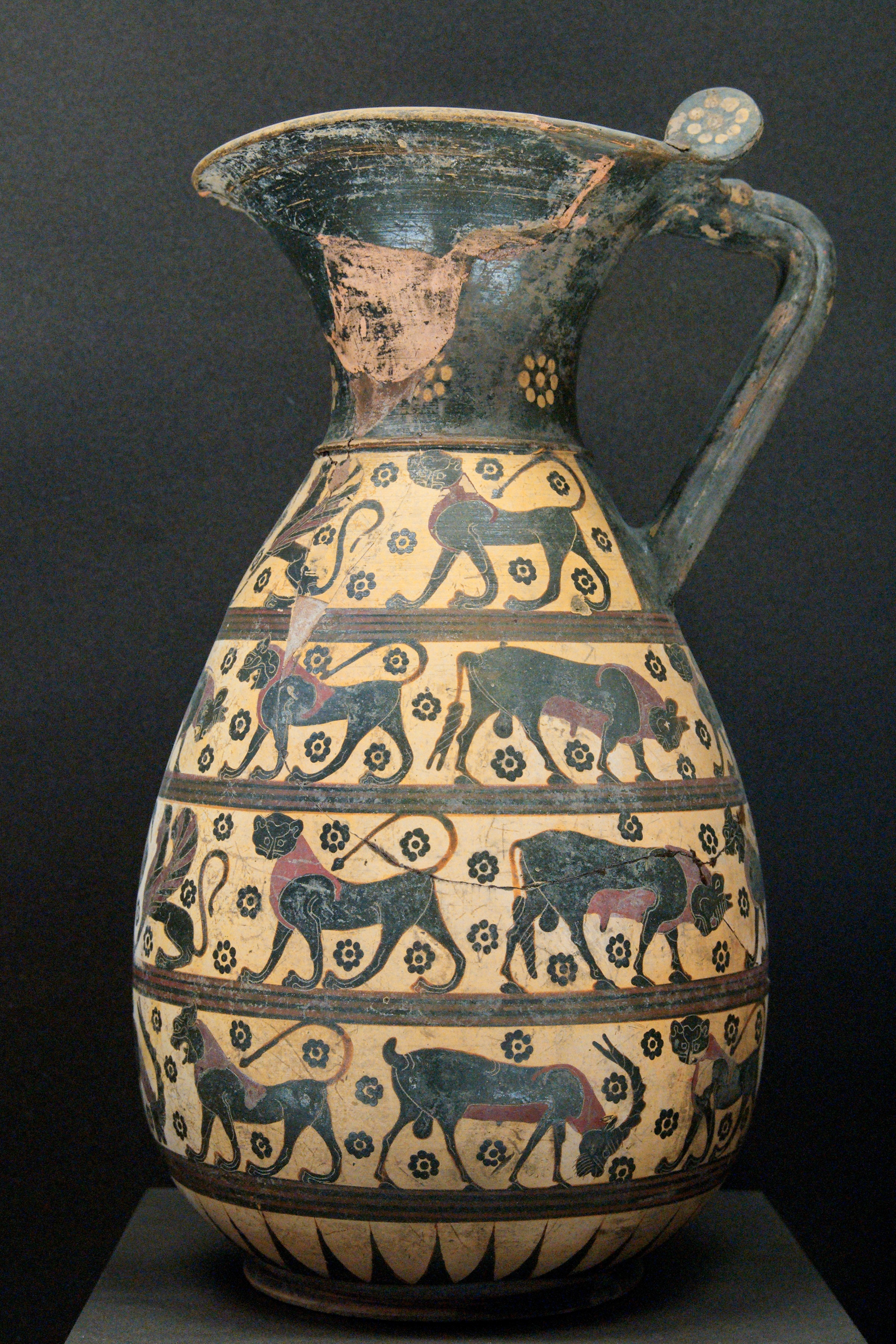
Ольпа орієнталізуючого стилю

### Архітектура
Архаїка була добою становлення монументальних образотворчих та архітектурних форм, в цей період виникли доричний та іонічний архітектурні ордери, були вироблені нові архітектурні принципи, прийоми та форми. Втім жодних матеріальних пам'яток донині не збереглось, як і достовірних свідчень про них.

### Скульптура
В епоху архаїки формуються основні типи монументальної скульптури — статуї оголених юнаків-атлетів — куроси та їх аналоги, що зображували дівочі фігури, — кори.
Скульптури виготовлялись із вапняка та мармура, теракоти, бронзи, дерева і рідкісних металів. Скульптури як окремі елементи, так і у вигляді рельєфів використовувалися для прикраси храмів та як надгробні пам'ятники. Сюжетами скульптури були міфологічні сцени, а також повсякденне життя. Статуї у натуральну величину несподівано з'являються близько 650 до н. е.

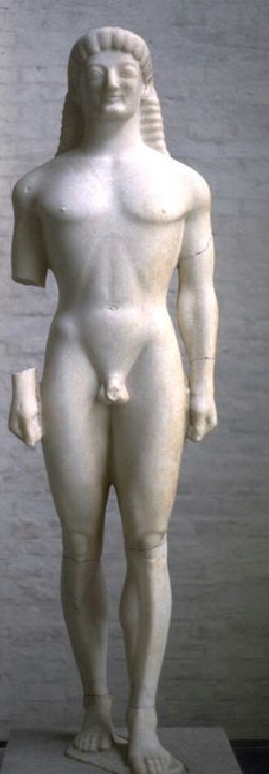
Аполлон Тенейський, Гліптотека, Мюнхен
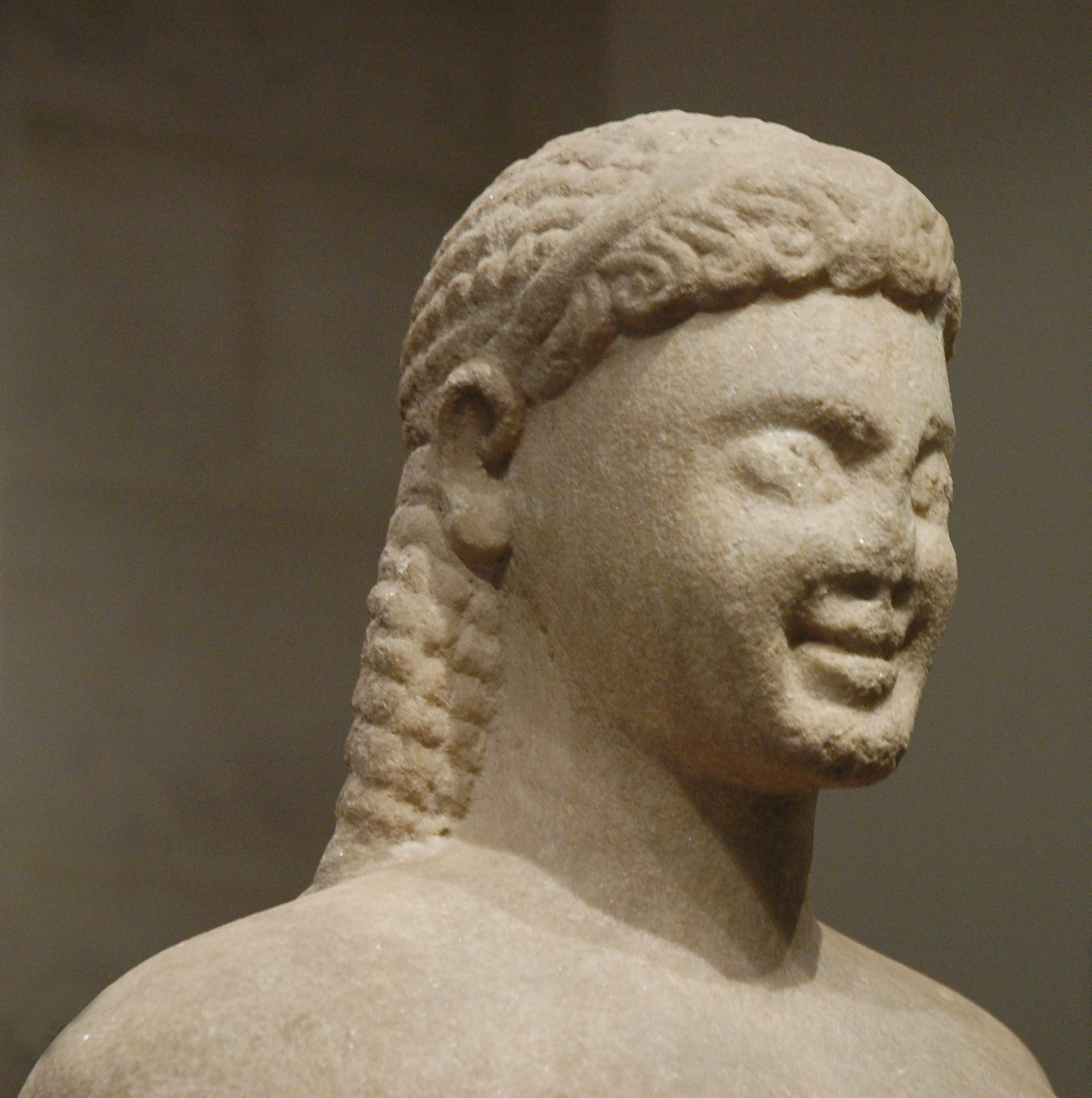
Курос з Пароського Асклепейона — приклад архаїчної посмішки
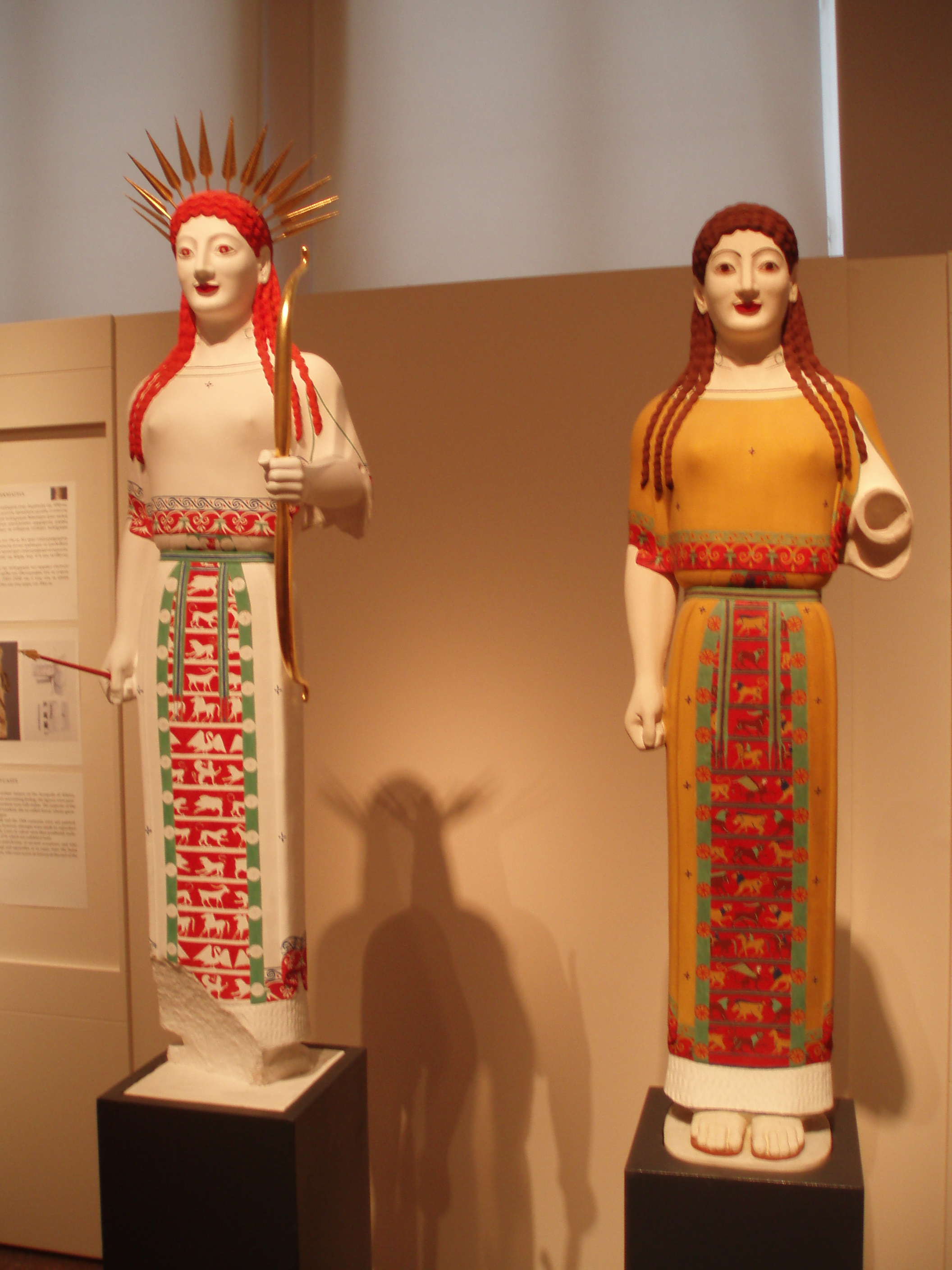
Поліхромні кори Афіни та Артеміди, реконструкція, Новий музей Акрополя
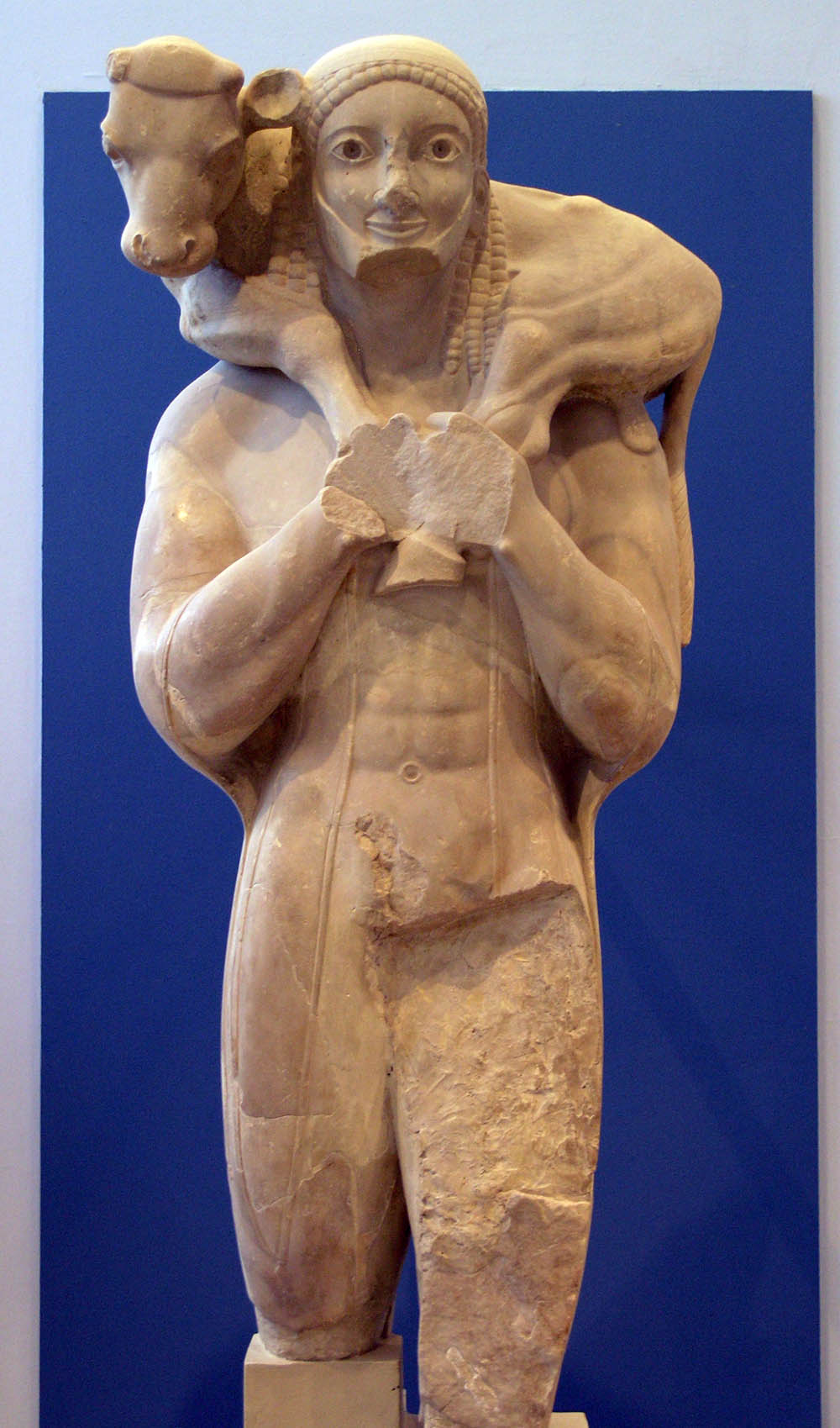
Мосхофор з Афінського акрополя, Новий музей акрополя
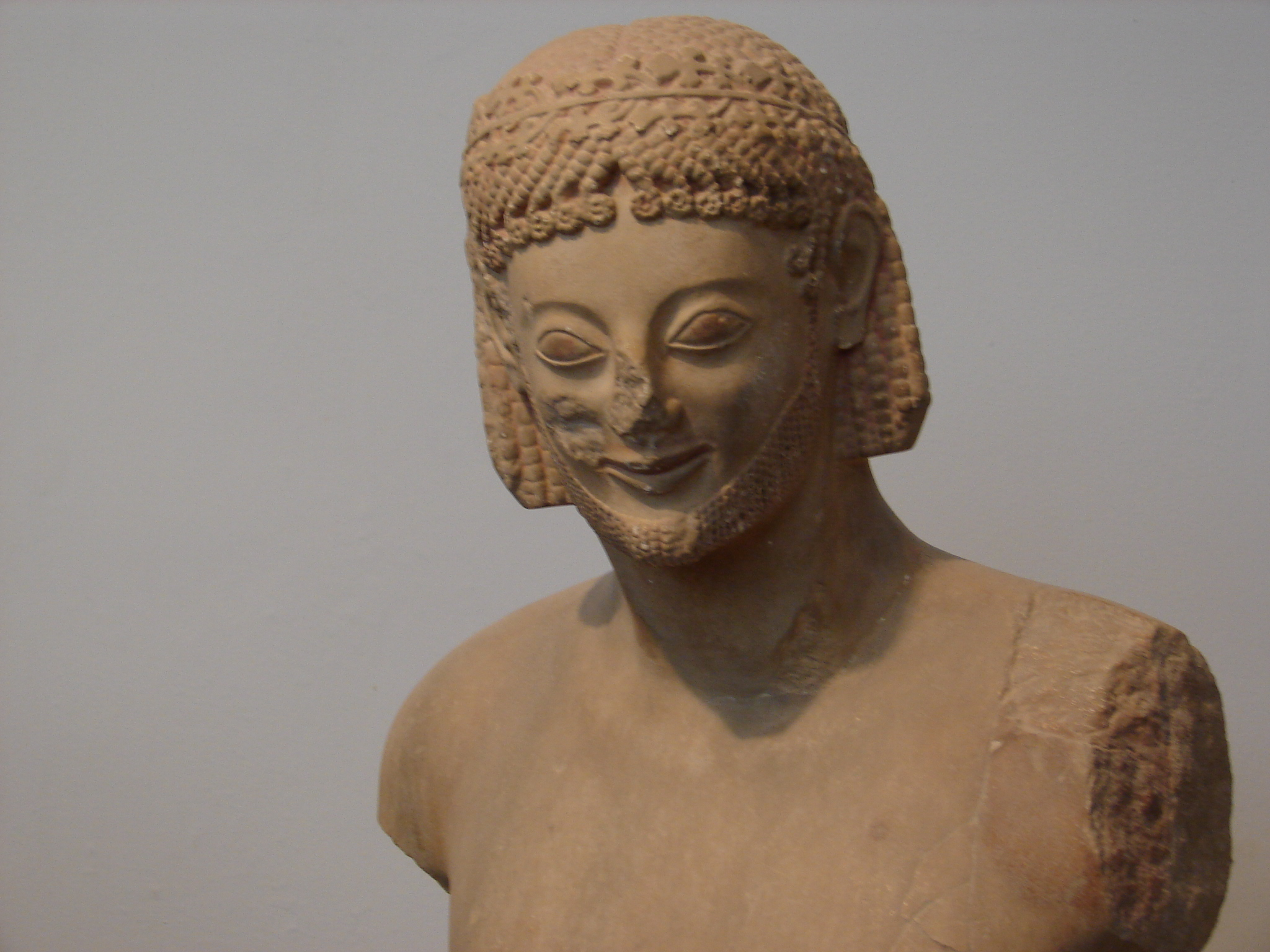
Голова куроса, Музей Афінського Акрополя
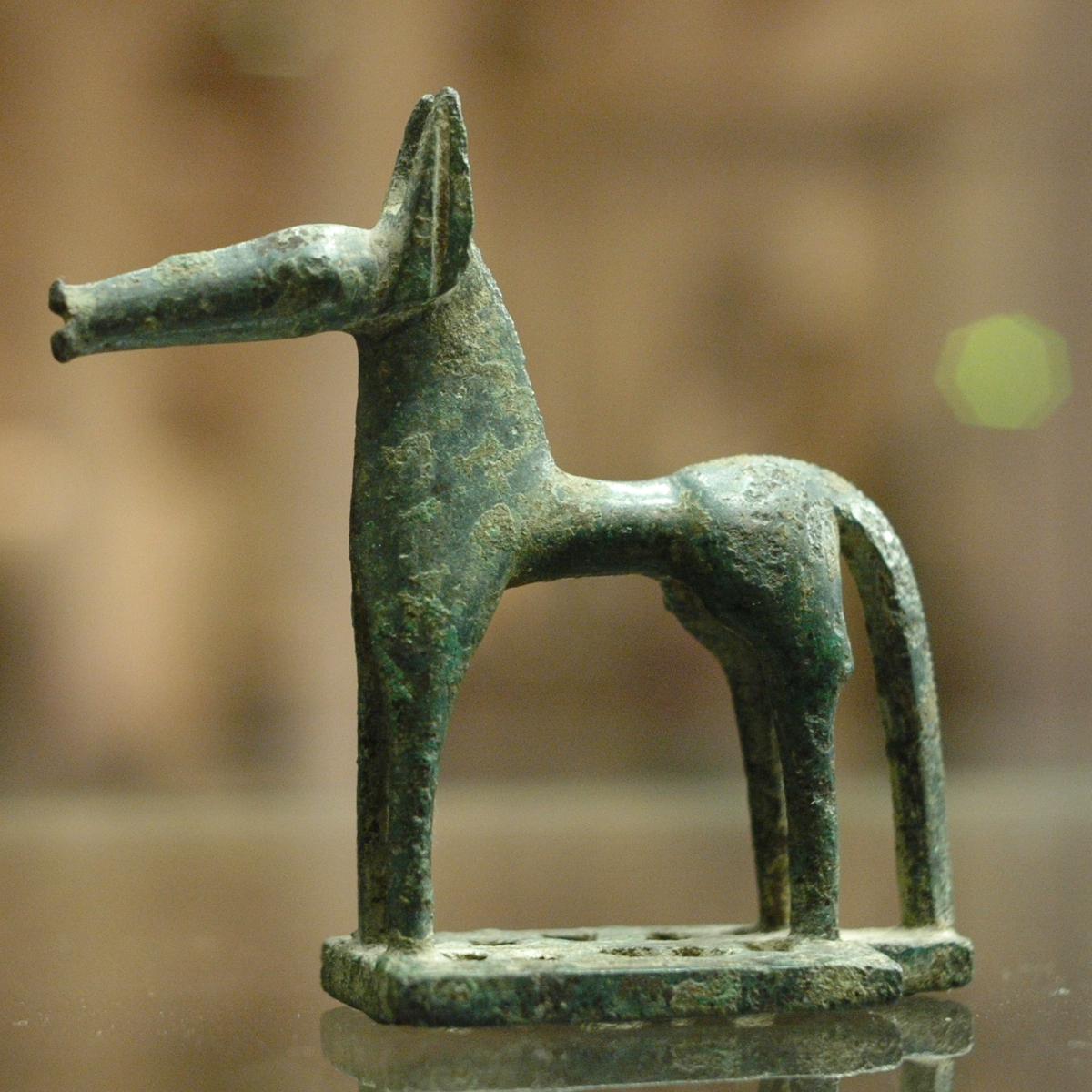
Кінь, бронза, Олімпія, бл. 740 до н.е., Лувр

## Важливі діячі доби архаїки

### Державні діячі
| - Фідон - Амфідамант - Кіпсел - Періандр - Феаген - Клісфен Сікіонський - Феопомп - Арістомен - Клеомен I | - Фрасибул - Піфагор Ефеський - Полікрат - Солон - Телекл - Дракон Афінський - Лікург - Пісістрат - Клісфен |

### Поети
- Гомер
- Гесіод
- Езоп
- Алкей
- Анакреон
- Сапфо
- Стесіхор

### Філософи
- Анаксімандр
- Анаксімен
- Геракліт
- Піфагор
- Фалес
- Ксенофан

### Логографи
- Гекатей Мілетський
- Кадм Мілетський